# Torcegno
Torcegno é uma comuna italiana da região do Trentino-Alto Ádige, província de Trento, com cerca de 677 habitantes. Estende-se por uma área de 15 km², tendo uma densidade populacional de 45 hab/km². Faz divisa com Borgo Valsugana, Fierozzo, Palù del Fersina, Roncegno Terme, Ronchi Valsugana e Telve di Sopra.